# Eucera latipes
Eucera latipes là một loài Hymenoptera trong họ Apidae. Loài này được Risch mô tả khoa học năm 1997.